# توري سبيلينغ
فيكتوريا ديفيتوري (بالإنجليزية: Tori Spelling)‏ (ولدت 16 مايو 1973) هي ممثلة أمريكية وناقدة. كان أول دور لها هو دونا مارتن في بيفرلي هيلز عام 1990 وبعدها ظهرت في العديد من الأفلام. متزوجة من دين ماكدرموت ولديهما ثلاثة أطفال: ليام، ستيلا، وهاتي.

## روابط خارجية
- توري سبيلينغ على موقع IMDb (الإنجليزية)
- توري سبيلينغ على موقع روتن توميتوز (الإنجليزية)
- توري سبيلينغ على موقع ألو سيني (الفرنسية)
- توري سبيلينغ على موقع ميوزك برينز (الإنجليزية)
- توري سبيلينغ على موقع تيرنر كلاسيك موفيز (الإنجليزية)
- توري سبيلينغ على موقع أول موفي (الإنجليزية)
- توري سبيلينغ على موقع قاعدة بيانات الأفلام السويدية (السويدية)
- توري سبيلينغ على موقع إن إن دي بي (الإنجليزية)
- توري سبيلينغ على موقع ديسكوغز (الإنجليزية)
- توري سبيلينغ على موقع قاعدة بيانات الفيلم (الإنجليزية)